# NGC 4907
NGC 4907 (również PGC 44819) – galaktyka spiralna z poprzeczką (SBb), znajdująca się w gwiazdozbiorze Warkocza Bereniki. Odkrył ją Heinrich Louis d’Arrest 5 maja 1864 roku. Jest to galaktyka z aktywnym jądrem typu LINER.